# Bao Linghui
Bao Linghui (Chino: en chino simplificado, 鲍令晖; Wade-Giles, Pao4 Ling4-hui1 Pao4 Ling4-hui1; fl. ca. 464) fue una poeta de las Dinastías Meridionales y Septentrionales.
Era originaria de Donghai, en la provincia de Jiangsu, y la hermana más joven del poeta Bao Zhao (414-466), y, como su hermano, escribió en un estilo de refinada imitación de las canciones populares y baladas de la dinastía Han. Su fecha de nacimiento y fallecimiento son desconocidos, pero según lo escrito por Bao Zhao en su  Qingjiaqi (请假启), pudo haber fallecido durante el reinado del Emperador Xiaowu de Liu. Sus poemas pueden ser encontrados en Canciones Nuevas de la Terraza de Jade. Se han conservado siete de sus poemas, todos del género "lamento del tocador", en que el poeta lamenta la ausencia de su amante.

## Obra traducida
- New Songs from a Jade Terrace: An Anthology of Early Chinese Love Poetry, trad. Anne Birell, London, Allen & Unwin, 1982.

- Kang-i Sun Chang, Haun Saussy (ed.) Writers of Traditional China: An Anthology of Poetry and Criticism, trad. Charles Kwong, Stanford University Press, 1999, p. 35-38.